# Henri Paternóster
Henri Paternóster (Etterbeek, 1908. január 9. – Brüsszel, 2007. szeptember 30.) olimpiai bronzérmes belga tőrvívó.